# Москалівка (Чугуївський район)
Москалі́вка — село в Україні, у Старосалтівській селищній громаді Чугуївського району Харківської області. Населення становить 139 осіб.

## Географія
Село Москалівка знаходиться на річці Хотімля в місці з'єднання трьох колишніх районів Вовчанського, Великобурлуцького та Печенізького, вище за течією примикає село Кирилівка, нижче за течією на відстані 1 км — Ганнівка. Село перетинає урочище Яр Купшинський.

## Історія
- 1709 рік — дата заснування.
- 12 червня 2020 року, відповідно до розпорядження Кабінету Міністрів України № 725-р «Про визначення адміністративних центрів та затвердження територій територіальних громад Харківської області», село увійшло до складу  Старосалтівської селищної громади.[1]
- 19 липня 2020 року в результаті адміністративно-територіальної реформи та ліквідації Вовчанського району увійшло до Чугуївського району[2].
- 22 червня 2023 року рішенням №230 Національної комісії зі стандартів державної мови віднесено до списку населених пунктів, які «можуть не відповідати лексичним нормам української мови», зокрема стосуватися «російської імперської чи колоніальної політики». Громаді рекомендовано обґрунтувати доцільність збереження поточної назви або запропонувати нову назву в установленому законодавством порядку.[3]

## Пам'ятки
На схилі першої надзаплавної тераси виявлено два поселення бронзової доби.